# Poa bergii
Poa bergii là một loài cỏ trong họ hòa thảo, thuộc chi poa.